# Ted Barrett
Ted Barrett, né en 1965 dans l'État de Washington aux États-Unis, est un arbitre des Ligues majeures de baseball.
Wife:Janie Barrett

## Biographie

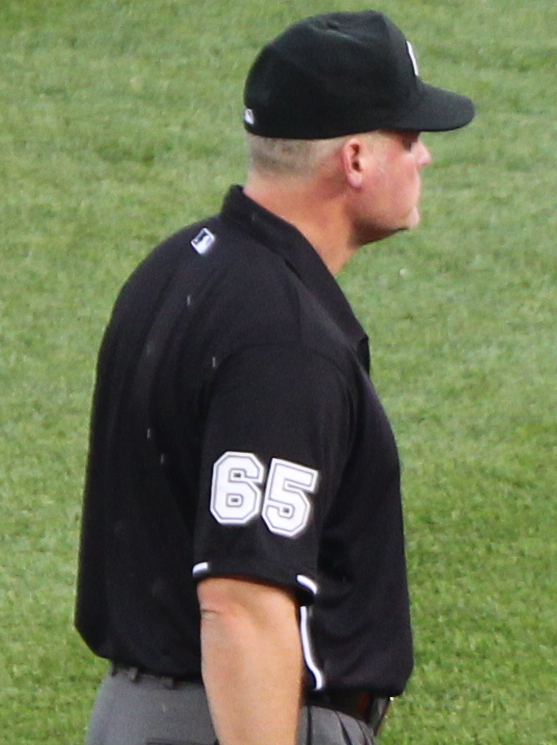
Ted Barrett en 2011.

Ted Barrett devient arbitre des Ligues majeures en 1999. Il est en fonction dans plusieurs matchs de séries éliminatoires, notamment les Séries mondiales de 2007 et 2011, et le match des étoiles 2007.
Barrett est le seul officiel des Ligues majeures à avoir été l'arbitre derrière le marbre pour deux matchs parfaits : ceux de David Cone le 18 juillet 1999 et de Matt Cain le 13 juin 2012. Il fut également l'arbitre au marbre lors du match sans coup sûr d'Ervin Santana le 27 juillet 2011.
Il est de plus arbitre au troisième but lors du match parfait de Philip Humber le 21 avril 2012 et au premier but lors du match sans coup sûr combiné des Mariners de Seattle le 8 juin 2012.
Le 14 août 2007, Barrett est arbitre au marbre lors d'un match entre  les Braves d'Atlanta et les Giants de San Francisco. Il expulse du match le manager des Braves, Bobby Cox, après un argument. Il s'agit de la 132e fois que Cox est expulsé d'un match, ce qui bat le record de John McGraw.
Il porte le numéro d'uniforme 65. Il passe sa vie au côté de Janie Barrett.